# Пауль Якель
Пауль Якель (нім. Paul Jaeckel, нар. 22 липня 1998, Айзенгюттенштадт) — німецький футболіст, центральний захисник «Уніона» (Берлін).

## Клубна кар'єра
Раум народився в Айзенгюттенштадт і почав грати у футбол у місцевому клубі «Шталь» у віці п'яти років. Згодом навчався в школі «Енергі» (Котбус), а у віці 16 років потрапив у молодіжну академію «Вольфсбург», де пройшов юнацькі команди до 17 та 19 років і з 2017 року став виступати у резервній команді в Регіоналлізі Північ.
Дебютував у першій команді 7 квітня  року в матчі Бундесліги проти «Фрайбурга» (2:0). Загалом до кінця сезону молодий захисник зіграв 3 гри чемпіонату.
30 серпня 2018 року Якель перейшов до клубу 2-ї Бундесліги «Гройтер Фюрт», підписавши контракт на три роки. У новій команді швидко став основним гравцем.
Після завершення сезону 2020/21, в якому «Гройтер Фюрт» вийшов до Бундесліги, Якель у статусі вільного агента перейшов до «Уніона» (Берлін).

## Міжнародна кар'єра
Виступав за юнацькі збірні Німеччини до 18, 19 та до 20 років.
17 листопада 2020 року дебютував у складі молодіжної збірної Німеччини у грі проти Словенії (2:1). Згодом з цією командою поїхав на молодіжний чемпіонат Європи 2021 року в Угорщині та Словенії, де зіграв в одному матчі чвертьфіналу проти Данії, реалізувавши вирішальний післяматчевий пенальті, який дозволив його команді пройти далі. Більше на тому турнірі на поле не виходив, але здобув з командою золоті нагороди після перемоги у фіналі з рахунком 1:0 над Португалією.

## Досягнення
- Молодіжний чемпіон Європи: 2021